# فن‌متوزول
فن‌متوزول (انگلیسی: Fenmetozole) دارویی است که به عنوان یک داروی ضد افسردگی ثبت شده است، اما بعداً به عنوان یک آنتاگونیست اثرات اتانول مورد مطالعه قرار گرفت، اگرچه نتایج ضعیف بود و حتی در برخی موارد اثرات آن را افزایش داد. این دارو به عنوان یک آنتاگونیست گیرنده α2-آدرنرژیک مشابه سایر ایمیدازول ها مانند ایدازوکسان عمل می کند. این دارو هرگز به بازار عرضه نشد.
فنوکسازولین همان فرمول دقیق را دارد، البته به جای 3',4'-dich، یک گروه ارتو ایزوپروپیل به جای آن انتخاب شد.